# Trunk Muzik Returns
Trunk Muzik Returns è il sesto mixtape ufficiale del rapper americano Yelawolf. Il mixtape è stato rilasciato come download digitale gratuito il 14 marzo 2013 sul suo sito web Slumerican e su altri siti web di hosting di mixtape. Il film è stato prodotto esclusivamente da WLPWR di SupaHotBeats, e ha visto la partecipazione di Paul Wall, A$AP Rocky, Big Henry, Raekwon e Killer Mike.
Il mixtape è stato promosso con tre singoli promozionali, "Way Out", "Gangsta" con A$AP Rocky e Big Henry, e "F.A.S.T Ride", che ha anche pubblicato video musicali.

## Tracce
| 1.  | "Firestarter"                                    | 4:01 |
| 2.  | "Way Out"                                        | 4:02 |
| 3.  | "F.A.S.T Ride"                                   | 5:08 |
| 4.  | "Box Chevy Pt. 4"                                | 5:11 |
| 5.  | "Hustle" (featuring Paul Wall)                   | 3:51 |
| 6.  | "Catfish Billy"                                  | 4:22 |
| 7.  | "Gangsta" (featuring A$AP Rocky and Big Henry)   | 4:49 |
| 8.  | "Rhyme Room" (featuring Raekwon and Killer Mike) | 4:13 |
| 9.  | "Fame"                                           | 4:21 |
| 10. | "Tennessee Love"                                 |      |